# Ибрагимов, Ибрагим Магомедович
Ибраги́м Магоме́дович Ибраги́мов (7 ноября 1934, с. Тидиб, ДАССР — 21 марта 2019) — советский и российский дагестанский учёный и врач, а также писатель. Доктор медицинских наук, профессор. Заслуженный деятель наук Дагестанской АССР. Министр здравоохранения Республики Дагестан. Заслуженный врач РСФСР (1990), заслуженный врач ДАССР. Народный врач Дагестана (1996).

## Биография
Окончил с отличием Дагестанский медицинский институт (1956).
По окончании вуза в 1959 году был направлен на работу в Тляратинский район, где работал врачом.
В 1961 году назначен главным врачом Тляратинской Центральной районной больницы, с 1964 года - главный врач Советского (ныне Шамильского) районного лечебного объединения.
В ноябре 1983 года стал министром здравоохранения ДАССР. В 1996 году возглавил Республиканский медицинский центр.
Избирался в Депутаты Верховного Совета Дагестанской АССР.